# 岐阜市立岐北中学校
岐阜市立岐北中学校（ぎふしりつ ぎほくちゅうがっこう）は、岐阜県岐阜市にある公立中学校。
校区は岩利、岩利1～7丁目、石谷、石谷1～6丁目、村山、村山1～4丁目、安食、佐野、佐野1丁目、彦坂、彦坂川北、彦坂川南、彦坂川上、安食字荒毛、安食字志良古、安食字竹田、安食字三内前、安食字竜巣前、安食1～6丁目、今川、洞、折立、黒野、交人、古市場、御望、下鵜飼、黒野南1～4丁目、大学北1～3丁目、大学西1・2丁目、深坂1・2丁目、柳戸、御望1～6丁目、下鵜飼1・2丁目、古市場老ノ上、古市場神田、古市場高宮、古市場中原、古市場東町田、上西郷、中西郷、中、小野、下西郷、上西郷1～9丁目、小野1～6丁目、下西郷1～5丁目、中1・2丁目、中西郷1～7丁目、西秋沢、奥、則松、秋沢、雛倉、外山、西秋沢1・2丁目、奥1・2丁目、則松1～5丁目、秋沢1・2丁目、雛倉1～3丁目であり、岐阜市立方県小学校、岐阜市立黒野小学校、岐阜市立西郷小学校、岐阜市立網代小学校の児童が進学する。

## 沿革
- 1947年（昭和22年）4月 - 
  - 稲葉郡方県村と黒野村で学校組合を結成。稲葉郡学校組合立稲北中学校が開校。校名はこの2村が稲葉郡北部に位置することに由来する。方県小学校及び黒野小学校の校舎の一部を仮校舎とし、本校は黒野小学校に設置。
  - 本巣郡文殊村、山添村、網代村、西郷村で学校組合を結成。4か村組合立本巣中学校が開校。
- 1948年（昭和23年）4月 - 西郷村と網代村が本巣中学校から離脱し、稲葉郡学校組合立稲北中学校に合流。方県小学校、黒野小学校、岐阜農林高等学校振天分校[注釈 1]の校舎の一部を使用。
- 1949年（昭和24年）
  - 1月 - 統合校舎を新築し移転することを4か村で合意。
  - 3月 - 西郷村と網代村が合意を破棄し、岐阜農林高校振天分校の校舎を統合校舎とすることを主張。これにより稲葉郡の2村（方県村・黒野村）と本巣郡の2村（西郷村・網代村）との間で対立。学校組合解散の寸前の状態となる。
  - 4月 - 新築移転を断念し、岐阜農林高校振天分校校舎を本校とする。黒野小学校に設置された本校は黒野分校とする。方県分校を廃止。
  - 12月 - 校舎を新築。黒野分校を廃止。
- 1950年（昭和25年）8月20日 - 方県村、黒野村、西郷村が岐阜市に編入される。同時に岐阜市立稲北中学校に改称する[注釈 2]。
- 1963年（昭和38年）4月1日 - 網代村が岐阜市に編入される。同時に岐阜市立岐北中学校に改称する。
- 1971年（昭和46年） - 新校舎（鉄筋コンクリート造）が完成。以降、1974年、1977年、1979年、1982年に増築する。
- 1982年（昭和57年） - 管理棟、特別教室が完成。

## 交通アクセス
- 岐阜バス

黒野線「岐北中学校前」バス停より徒歩約3分。

### 1949年の移転問題に対する「黒野史誌」と「西郷史誌」の記述
- 1949年の稲北中学校の移転問題では、新築移転賛成派の黒野村と反対派の西郷村とで対立している。そのため、後年編纂された「黒野史誌」と「西郷史誌」でも双方の立場で記述されており、それぞれの言い分が記述されている。
  - 「黒野史誌」では、新築移転は4か村で合意されたと記述されているが、「西郷史誌」では、学校組合の役員が黒野村の人物が多く、1票差の賛成多数で合意のため不本意の合意と記述。
  - 「黒野史誌」では、新築移転は4か村から通学の良い場所に設置するためと記述。「西郷史誌」では、振天高校の校舎の使用は、新築による経費を削減するためと記述。
  - 「西郷史誌」では、将来岐阜市と編入するのにあたり、学校組合という枠で編入すると考えがあったが、方県村と黒野村は、2村で岐阜市に編入を進めるため、西郷村・網代村を組合から排除しようとしたと記述。